# Юго-западные туарегские языки
Ю́го-за́падные туаре́гские языки́ (также языки тамашек, языки кидаль; англ. kidal, kidal tamasheq, tamashekin, timbuktu, tomacheck, tuareg; араб. تَمَاشَق‎; самоназвание: tămāšəq, tămášăqq) — одна из трёх групп туарегской ветви берберской семьи языков. Распространены в центральных районах Сахары в Мали, Мавритании, Кот-д’Ивуаре, Буркина-Фасо и Алжире. Общее число говорящих оценивается в 480 тыс. человек (2005).
В юго-западном туарегском ареале выделяют области распространения языков/диалектов тадгхак, танеслемт, ида у сак и кель арокас. Часто этот ареал рассматривают как один язык тамашек. В справочнике языков мира Ethnologue под термином «макроязык» тамашек объединены все туарегские идиомы.

## Классификация
Наряду с названием «юго-западная», который дан группе языков в соответствии с географическим расположением её ареала по отношению к другим туарегским группам, употребительно также название, связанное с рефлексом туарегской согласной *z (в частности, в самоназвании народа *tămāzəq): sha (тамашек). По данным лексикостатистики юго-западные туарегские идиомы вероятнее всего образуют один язык. К числу диалетов этого языка относят танеслемт (томбукту), тадгхак (ифогха, тадрак, кидаль), арокас (кель арокас), даусак (ида у сак), игухадарен (имажогхен) и игхауилен.
В классификации А. Ю. Айхенвальд и А. Ю. Милитарёва юго-западные туарегские идиомы, рассматриваемые как самостоятельные языки, включены в южнотуарегскую группу: языки арокас, тадгхак, танеслемт, игухадарен (имажогхен), игхауилен и ида у сак (даусак). Кроме них в эту группу входит также язык западный тауллеммет. Под названием «западный тауллеммет» А. Ю. Милитарёв объединяет часть диалектов языка тадгхак: иднан, шаманамас и ибукханен. В южной группе отдельно выделяется язык кель арокас и две подгруппы — тамашек (хейауа, западный тауллеммет, такарангат, тадгхак (ифогхас), танеслемт) и тамажек (ида у сак (даусак), игхауилен, имажогхен (игухадарен)).
В справочнике языков мира Ethnologue идиомы юго-западной группы туарегских языков представлены как язык тамашек (или кидаль, тимбукту) с диалектами тадхак и тимбукту. Допускается также вероятность того, что эти диалекты могут быть двумя отдельными языками.

## Лингвогеография

### Ареал и численность
Ареал юго-западных туарегских языков размещён в пустынных районах Сахары. На территории Мали он охватывает главным образом северо-восточную область страны. Также наряду с арабским диалектом хассания ареал языков/диалектов тамашек занимает северные и центральные области Мали, чересполосно с языками тадаксахак, зарма и юго-восточными туарегскими языками — восточные области на левом берегу реки Нигер. На территории Буркина-Фасо ареал тамашек охватывает северные районы страны (провинция Удалан). В Алжире юго-западный туарегский ареал включает области Адрара, пограничные с Мали, а также районы
Ахаггар, Тидикельт и Туат, в которые туареги тамашек переселились во время засух 1970—1980 годов. Кроме того, в ареал тамашек входят части территории Мавритании и Кот-д’Ивуара.
По данным 1991 года на языках/диалектах тамашек в Мали говорили 250 тыс. человек, всего - 281,2 тыс. человек. В Буркина-Фасо по данным 2000 года насчитывалось 31,2 тыс. носителей юго-западных туарегских языков. Общее число говорящих на тамашек по данным 2005 года составляло 480 тыс. человек.

### Социолингвистические сведения
Те или иные формы юго-западных туарегских языков преподаются в начальной школе, иногда их используют также как язык школьного обучения. В Мали юго-западные туарегские идиомы, объединяемые под названием язык тамашек, признаны одним из национальных языков страны. Для письма используются два алфавита, один основан на латинице, другой — на тифинаг. Как второй язык тамашек используют в Мали носители сонгайских языков.